# 棘刺卫矛
棘刺卫矛（学名：Euonymus echinatus）是卫矛科卫矛属的植物。分布于锡金、尼泊尔、印度以及中国大陆的贵州、云南、西藏等地，生长于海拔1,600米至2,800米的地区，常生长在阴湿山谷、水边及岩石山林中，目前尚未由人工引种栽培。

## 别名
小叶刺果卫矛（西藏植物志）